# Vranjače
Vranjače su naseljeno mjesto u općini Tomislavgrad, Federacija Bosne i Hercegovine, BiH.

## Stanovništvo

### 1991.
Nacionalni sastav stanovništva 1991. godine, bio je sljedeći:
ukupno: 23
- Hrvati - 23 (100%)

### 2013.
Nacionalni sastav stanovništva 2013. godine, bio je sljedeći:
ukupno: 24
- Hrvati - 24 (100%)

## Zemljopis
Naseljeno mjesto Vranjače pripada župi Roško Polje, općina Tomislavgrad. Ante Ivanković u pripremi svoje knjige o naseljenim mjestima u Tomislavgradu piše: «Duvnjaci su, prije nego što su se odlučili za automobile, jašili i vrance, konje mrke boje. Duvanjke su vranile, bojile pređu i sukna u mrku boju. Uostalom, zašto ne spomenuti i vrane, ptice mrke boje, koje ni u Duvnu jedna drugoj "ne vade oči"? I svoga su Mijata Tomića smjestili "u vrh Vrana, iznad Duvna ravna". Dva najviša vrha na Vranu, najvišoj planini na duvanjskom podrucju, zovu se Veliki Vran (2074 metra) i Mali Vran (2054). Na suprotnoj strani Duvanjskoga polja je Vranbaba, prijevoj, koji ga dijeli od Roška Polja. Južnije od Duvna, između Posušja i Širokoga Briga, selo je Vranić i istoimeni prijevoj, a i ispod njega je selo Podvranić. Kraj Splita je Vranjic, istočno od Trogira je Vranjica, na biogradskom su podruju Vrana i Vransko jezero. U okolici Neuma je Vranjevo Selo, kraj Blagaja (Mostar) su Vranjevići, a na konjičkomu području je Vranješevina. U Bosni je mnogo mjesta sa slicnim nazivima: Vranci (Kreševo), Vranduk (Zenica ali i Derventa), Vranovac (Bosanska Dubica), Vranovina (KrnjeušaBihac), Vranjak (Modrica), Vranjkovici (Vareš), Vranjska (Vitez) U Kotlenicama (općina Dugopolje, poviše Splita), izletnike privlači lijepa spilja Vranjača, a tako se zove i jedno brdo na planini Velebitu. I napokon u Rošku Polju od "tri izvrsna vrela" (piše Fra Petar Bakula) jedno se zove Vranjače, po čemu je i obližnje naselje nazvano Vranjače. Inače, pridjev vran u značenju mrk zabilježen je u praslavenskomu jeziku i u svim slavenskim jezicima. Toponim Vranjače nastao je prema uobičajenomu obrascu: vran(j)+ače = Vranjače.

## Povijest
Kao zasebno naselje Vranjače se prvi put spominju u popisu duša župe Roška Polja iz 1891. godine. Pisani zemljišno-knjižni podaci postoje od uspostave gruntovnice (Zemljišna knjiga) u Bosni i Hercegovini i izrade katastarskih planova iz 1883. godine. U općinskom katastru uspostavljena je 1968. godine i Katastarska Općina Vranjače čija površina iznosi 14,26 km2. Četiri zaseoka ( Prke, Trogrlići, Šarići-nekada Bilići i Šapine) sačinjavaju jednu zemljopisnu cjelinu koja se smjestila u podnožju planine Zavelim, na nadmorskoj visini oko 900 m. Po mentalitetu, jeziku, narječju, kulturi, običajima i tradiciji ljudi ovoga kraja su slični onima iz Dalmatinske Zagore, ili točnije iz studenačkog kraja. Prva tri prezimena upravo i potječu iz Studenaca odakle su krajem 19. i početkom 20. stoljeća tadašnji stočari naselili ovaj kraj. Ispočetka su ovdje dolazili u ljetnim mjesecima, a zimi se vraćali svojim domovima u Studence tako da su pojedine obitelji (npr. Jakov Prka) tek 1954. prodali svoja imanja.
Ovaj kraj je bio uistinu ostavljen i izoliran od svega i svačega ( prva žarulja zasvijetlila 1978.!), tako da su njegovi žitelji, koliko god ga voljeli, morali iseljavati. Najintenzivnija seoba dogodila se ranih 70-ih godina prošlog stoljeća. Danas najveću vranjačku koloniju imamo u Bjelovaru, potom u Koprivnici, Đakovu, Osijeku, Zagrebu, Splitu i ostalim hrvatskim gradovima, ali i u mnogim europskim zemljama. Razlozi za ovakav odnos bivše države leži u povijesnim činjenicama. Naime, u vrijeme II svjetskog rata većina sposobnih mladića bila je vjerna svome hrvatskom narodu i domovini od kojih su mnogi položili svoje živote od metaka, jama, granata preko Bleiburga. Taj odnos i ljubav prema svome narodu i svojoj grudi prisutni su i danas kod onih malobrojnih koji ne dopuštaju da se ovdje život zaustavi i da u ljetopisima bude zapisano kako su „nekada postojale neke Vranjače, tamo negdje visoko, daleko, tamo nigdje...“  Vrijedno je ovdje spomenuti jednu osobu koja i danas živi u sjećanjima i na neki način je simbol otpora, ostanka i opstanka. To je Marko Prka, čovjek koji se nije želio pokoriti Turcima, koji je od tih osvajača branio svoje ognjište te su ga na prijevaru i mučki ubili dok je otkivao kosu. Markov grob je i danas sačuvan i nalazi se u blizini sela, upravo tamo gdje je i ubijen. Preostalo stanovništvo Vranjača, skupa s onima koji su odselili, ali su vezani za svoj kraj, imaju namjeru sagraditi jedan spomenik koji će biti posvećen Sv. Marku, ali će biti i znak sjećanja i zahvale „našemu“ Marku.